# Gotham Independent Film Awards 2005
La 15ª edizione dei Gotham Independent Film Awards si è svolta il 30 novembre 2005 a New York ed è stata presentata da Kyra Sedgwick.
Le candidature sono state annunciate il 25 ottobre 2005.

## Vincitori e candidati
I vincitori sono indicati in grassetto, a seguire gli altri candidati.

### Miglior film
- Truman Capote - A sangue freddo (Capote), regia di Bennett Miller
- I segreti di Brokeback Mountain (Brokeback Mountain), regia di Ang Lee
- A History of Violence, regia di David Cronenberg
- Due madri per una figlia (Keane), regia di Lodge Kerrigan
- Me and You and Everyone We Know, regia di Miranda July

### Miglior documentario
- Murderball, regia di Henry Alex Rubin e Dana Adam Shapiro
- Ballets Russes, regia di Dayna Goldfine e Dan Geller
- Enron - L'economia della truffa (Enron: The Smartest Guys in the Room), regia di Alex Gibney
- Grizzly Man, regia di Werner Herzog
- William Eggleston in the Real World, regia di Michael Almereyda

### Miglior interprete emergente
- Amy Adams - Junebug
- Camilla Belle - La storia di Jack & Rose (The Ballad of Jack and Rose)
- Joseph Gordon-Levitt - Mysterious Skin
- Terrence Howard - Hustle & Flow - Il colore della musica (Hustle & Flow)
- Damian Lewis - Due madri per una figlia (Keane)

### Miglior cast
- Il calamaro e la balena (The Squid and the Whale)

Jeff Daniels, Laura Linney, Jesse Eisenberg, Owen Kline, William Baldwin ed Anna Paquin
- I segreti di Brokeback Mountain (Brokeback Mountain)

Heath Ledger, Jake Gyllenhaal, Michelle Williams, Anne Hathaway, Linda Cardellini, Randy Quaid ed Anna Faris
- Crash - Contatto fisico (Crash)

Sandra Bullock, Don Cheadle, Matt Dillon, Jennifer Esposito, William Fichtner, Brendan Fraser, Terrence Howard, Ludacris, Thandie Newton, Ryan Phillippe, Larenz Tate, Nona Gaye e Michael Peña
- Good Night, and Good Luck.

David Strathairn, Patricia Clarkson, George Clooney, Jeff Daniels, Robert Downey Jr. e Frank Langella
- Una vita da gatto (Nine Lives)

Kathy Baker, Amy Brenneman, Elpidia Carrillo, Glenn Close, Stephen Dillane, Dakota Fanning, William Fichtner, LisaGay Hamilton, Holly Hunter, Jason Isaacs, Joe Mantegna, Ian McShane, Molly Parker, Mary Kay Place, Sydney Tamiia Poitier, Aidan Quinn, Miguel Sandoval, Amanda Seyfried, Sissy Spacek e Robin Wright

### Miglior regista emergente
- Bennett Miller - Truman Capote - A sangue freddo (Capote)
- Miranda July - Me and You and Everyone We Know
- Phil Morrison - Junebug
- Andrew Wagner - The Talent Given Us
- Alice Wu - Salvare la faccia (Saving Face)

### Miglior film non proiettato in un cinema vicino
- I Am a Sex Addict, regia di Caveh Zahedi
- Al otro lado, regia di Gustavo Loza
- Police Beat, regia di Robinson Devor
- In a Nutshell: A Portrait of Elizabeth Tashjian, regia di Don Bernier
- Sir! No Sir!, diretto e scritto da David Zeiger

### Celebrate New York Award
- Mad Hot Ballroom, regia di Marilyn Agrelo

### Premio alla carriera
- Matt Dillon
- Jim Jarmusch